# Pedro Soares Gonçalves
Pedro Valdemar Soares Gonçalves (Lisboa, 7 de fevereiro de 1976) é um treinador de futebol português. Atualmente é o treinador da seleção nacional de Angola.

## Carreira

### Início
Gonçalves iniciou a sua carreira de treinador no Amora Futebol Clube em 1997, ainda como adjunto. Mais tarde, passou pelo CD Cova da Piedade e ingressou depois no Sporting Clube de Portugal em 2000, primeiro como scout, e depois passando a treinador das camadas jovens em 2001. Esteve como treinador na academia do Sporting até 2015.

### 1º de Agosto e seleção angolana
Ainda em 2015, partiu para Angola onde esteve à frente dos escalões de sub-15 e sub-17 do 1º de Agosto, e mais tarde conquistou o campeonato angolano. Em 2018 foi eleito selecionador da seleção nacional angolana de sub-17. No mesmo ano conquistou a Taça Cosafa e foi protagonista da primeira qualificação de sempre de Angola ao Mundial sub-17, realizado em 2019.

### Seleção principal angolana
Após passagens pelos sub-20 e sub-23 dos Palancas Negras, Pedro Soares Gonçalves tornou-se treinador da seleção principal angolana em 2019, cargo que ocupa atualmente. Em 2022 conseguiu a qualificação angolana para o Campeonato das Nações Africanas (CHAN), que se realizou em 2023, ficando no segundo lugar do Grupo D.
Em setembro de 2023 fez mais uma vez história ao qualificar a seleção angolana para o CAN 2023, tornando-se assim o único selecionador dos "Palancas Negras" a conseguir uma qualificação para um Campeonato das Nações Africanas (CHAN) e para um CAN.
Pedro Soares Gonçalves protagonizou a melhor fase de grupos de sempre numa edição do CAN por Angola ao conquistar 7 pontos e duas vitórias, algo nunca feito pelos Palancas Negras. No Grupo D com Argélia, Burkina Faso e Mauritânia, os angolanos terminaram na primeira posição e com qualificação garantida aos oitavos de final da competição.
A excelente prestação de Angola foi destacada na BBC Africa com um artigo que descreve que os angolanos superaram as expectativas e provaram que os críticos estavam errados. Os Palancas Negras bateram ainda mais um recorde ao vencer a sua primeira eliminatória na história num CAN, derrotando a Namíbia por 3-0 nos oitavos de final. Foram depois eliminados nos quartos de final pela Nigéria, com uma derrota por 1-0.
Em junho de 2024, Pedro Soares Gonçalves chegou aos 50 jogos pela seleção Angolana.  No mês seguinte liderou Angola à conquista da Taça COSAFA, a primeira em 20 anos, tornando-se também no selecionador mais vitorioso da história dos Palancas Negras, com 24 vitórias, igualando Oliveira Gonçalves. Angola somou 4 vitórias em 5 jogos, incluindo uma goleada à Namíbia por 5-0 na final do torneio. 
No dia 5 de setembro de 2024, Pedro Soares Gonçalves, bateu o recorde de vitórias por Angola , estando agora isolado no número de triunfos pelos Palancas Negras, ao derrotar a seleção do Gana por 1-0. Este resultado terminou com a sequência de 24 anos invictos dos ganeses a jogar em casa, em jogos oficiais.
Em outubro de 2024, Angola tornou-se na seleção com mais vitórias oficiais naquele ano civil - entre todas as nações do Ranking Mundial da FIFA - com 12 vitórias em 16 jogos.
Pedro Soares Gonçalves e a seleção angolana foram nomeados pela CAF, respectivamente, para melhor treinador e melhor seleção do ano de 2024, depois das excelentes prestações, vitórias e recordes batidos neste ano. 
A 15 de outubro de 2024, Angola garantiu o apuramento ao CAN 2025 com uma vitória sobre o Niger, ainda com dois jogos por disputar. A 19 de novembro de 2024, os Palancas Negras fecharam a qualificação para o CAN 2025 no primeiro lugar, com um recorde de 14 pontos na história de Angola, e sem derrotas no Grupo F. 
A 15 de agosto de 2025, Pedro Soares Gonçalves liderou a seleção angolana à conquista do título de campeão da COSAFA 2025, com uma vitória por 3-0 sobre a anfitriã África do Sul.  Angola repetiu assim o feito de 2024 e sagrou-se "bicampeã" da COSAFA, num percurso invicto onde somou 12 golos marcados e apenas 2 sofridos em 5 jogos. Foi também a primeira vez na história que Angola chegou a duas finais consecutivas desta competição. 